# Château du Hohnack
Le château du Hohnack est un monument historique situé à Labaroche, dans le département français du Haut-Rhin.
Le nom du château proviendrait de « Hohen Acker » signifiant le champ du haut.

## Localisation
Ce bâtiment est localisé à Labaroche au sommet de la montagne nommée Petit-Hohnack. Situé à 927 m d'altitude, il s'agit du deuxième château le plus haut d'Alsace seulement devancé par le Freundstein (948 m).

## Historique
L'édifice fait l'objet d'un classement au titre des monuments historiques par arrêté du 19 août 1905.
Le château est mentionné par une chronique ultérieure comme déjà existant en 1079, il appartient alors aux comtes d'Eguisheim. Il rentre ensuite successivement en possession des Ferrette et des Ribeaupierre qui le récupèrent définitivement en 1437. Le fief relève alors de la maison des Habsbourg.
Une garnison française prendra le château en 1635 sous l'initiative du gouverneur français de Colmar et l'occupera jusqu'en 1654. À partir de 1655, le château sera démantelé sur un ordre émanant de Louis XIV.
Le château est ensuite vendu comme bien national pendant la Révolution française. La ruine est par la suite donnée à la Société pour la conservation des monuments historiques d'Alsace en 1886 par la famille Golbéry, alors propriétaire du château.
Le château devient finalement propriété de la commune de Labaroche et l'est toujours aujourd'hui.

## Description
Au XIIe siècle, le château dispose d'une enceinte polygonale avec un donjon carré, d'un logis seigneurial ainsi que de dépendances jouxtant les murailles. Il n'y a alors pas de tours de flanquement.
À partir de la fin du XVe siècle, le château se modernise à la suite de l'apparition des armes à feu. Trois bastions quadrangulaires, un bastion semi-circulaire ainsi qu'une barbacane sont ainsi ajoutés à l'édifice.
L'utilisation de pierres à bosse est caractéristique de l'architecture du bâtiment.

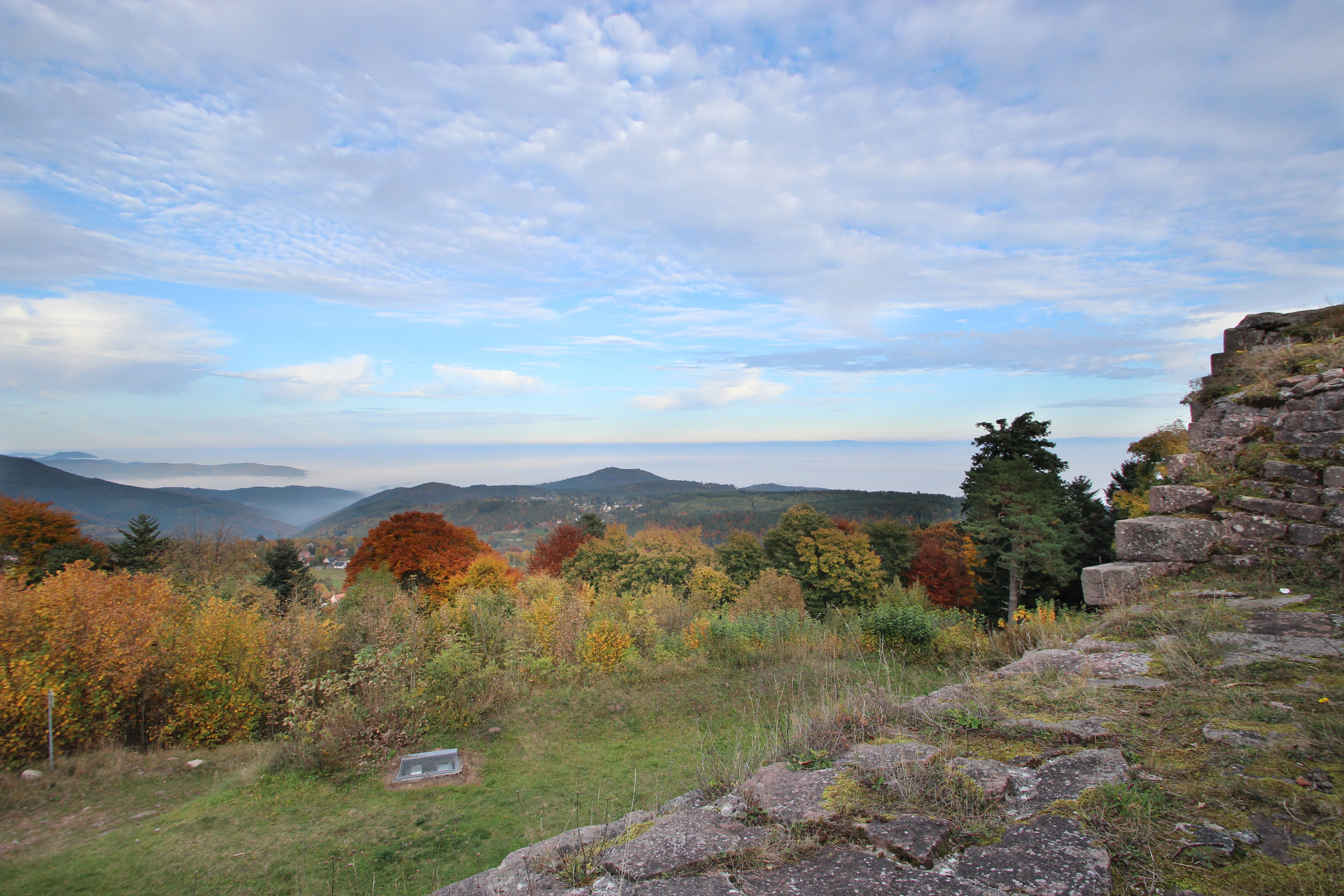
Vue de la plaine d'Alsace depuis le château.
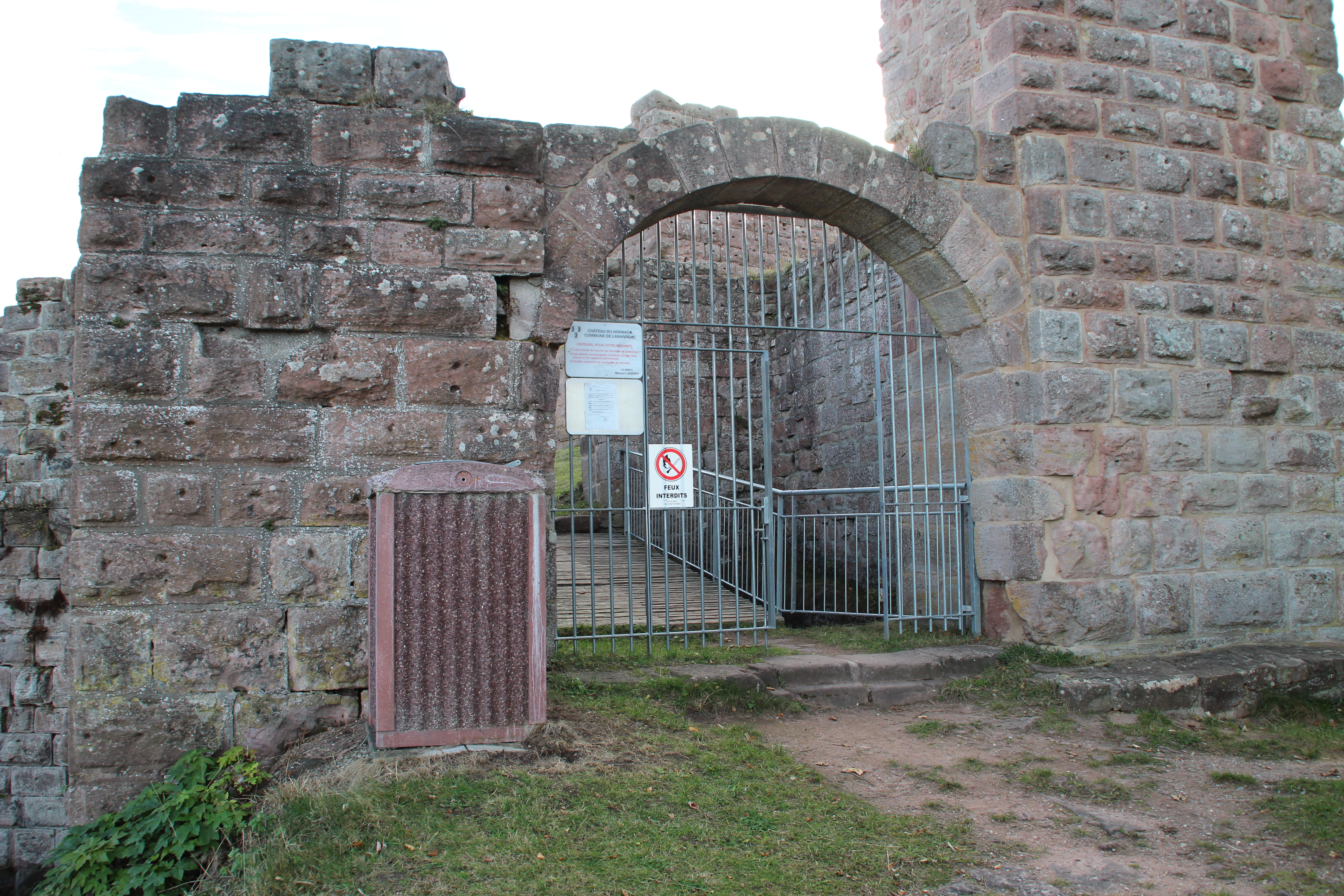
Entrée du château.
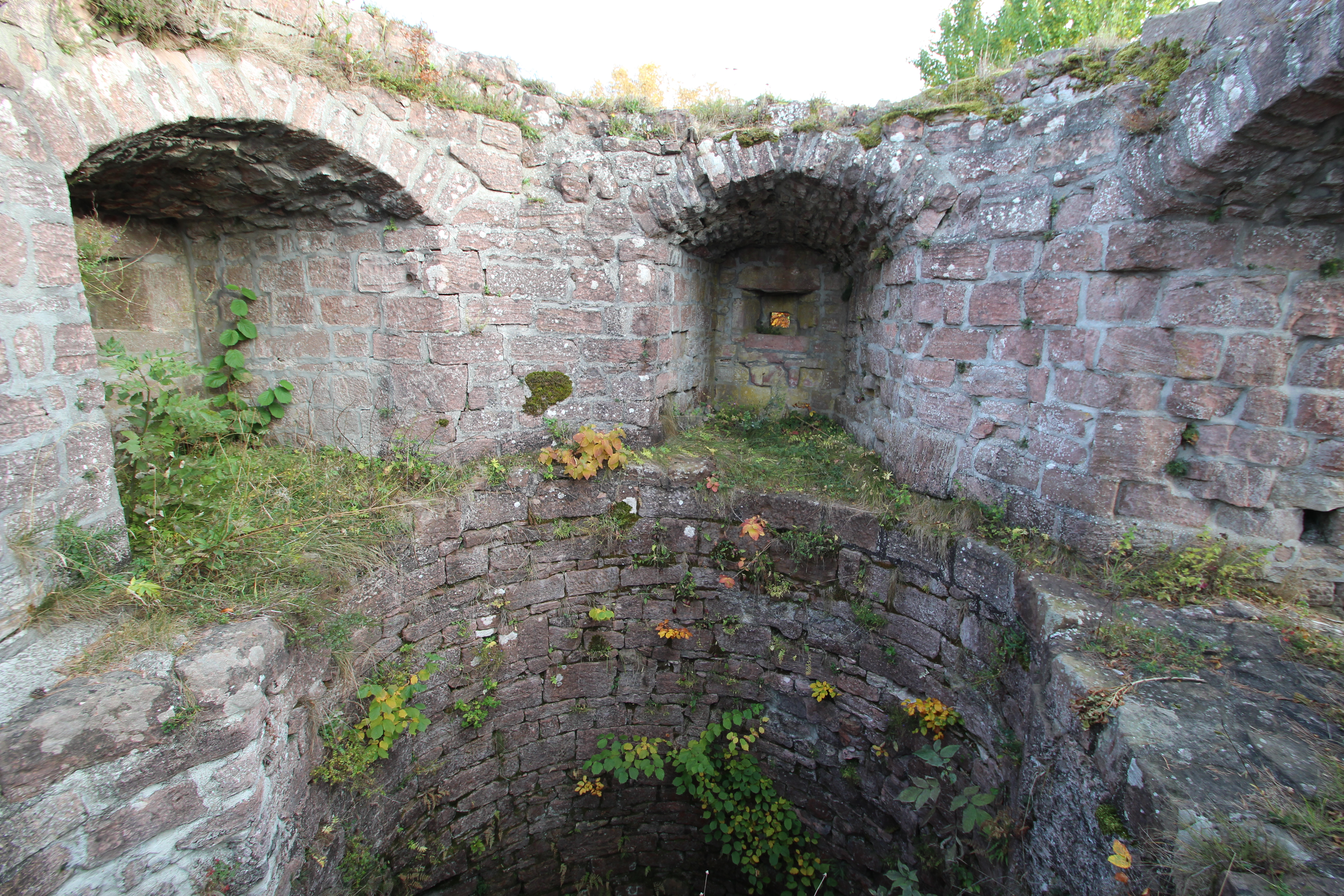
Vue de l'intérieur de la tour semi-circulaire.
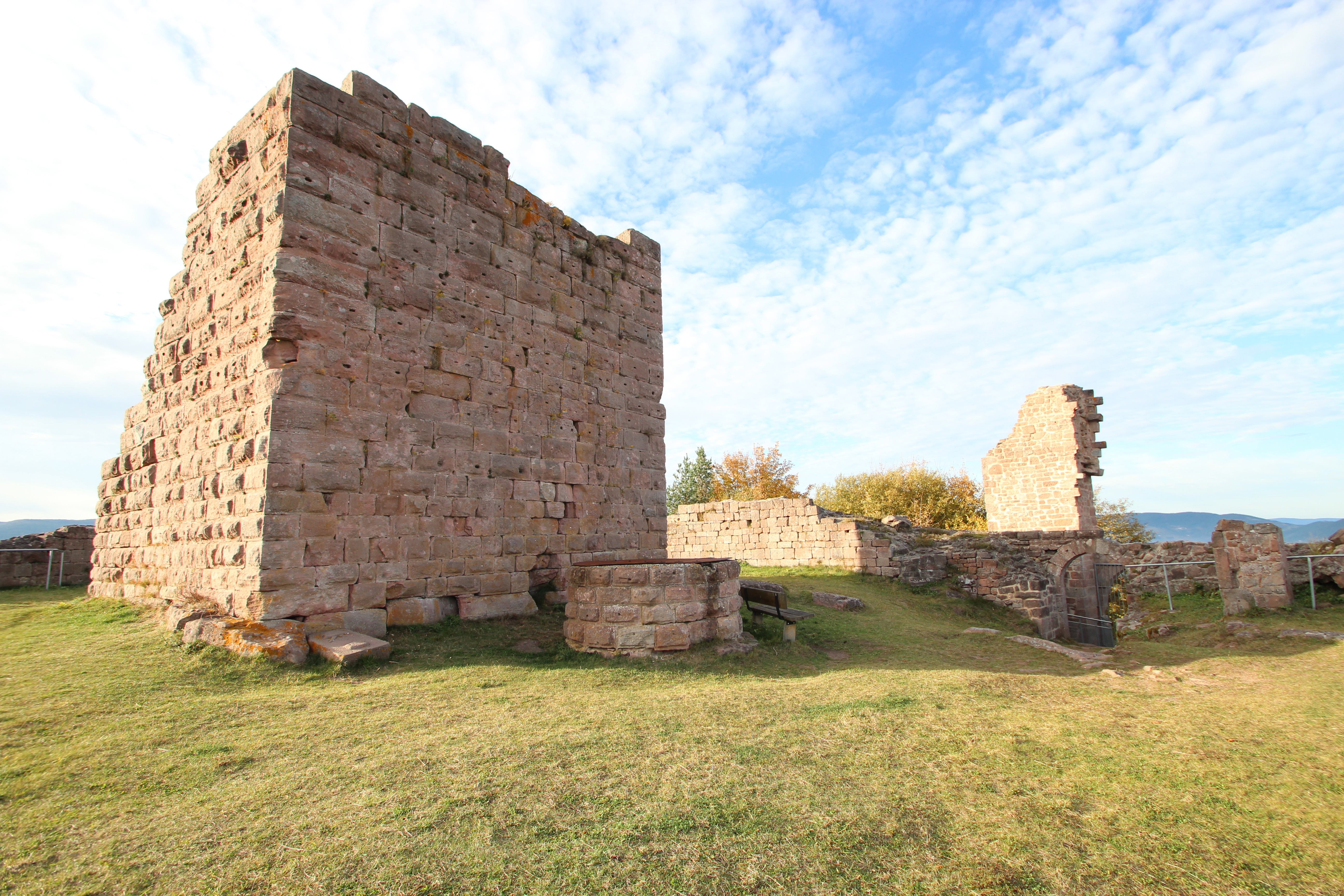
Vue du donjon depuis l'intérieur du château.

Les ruines présentent aujourd'hui :
- la « tour d'entrée » à l'est ;
- la « tour des sorcières » à l'ouest ;
- la « tour du moulin » au nord-ouest ;
- la « tour de la chapelle », semi-circulaire, au sud ;
- les fondations de l'ancien logis seigneurial ;
- un donjon construit au XIIe siècle ;
- un puits et une citerne de filtration.

Artéfact
Sur le site fut retrouvées des bombardes de la fin du XIVe ou du début du XVe siècle.